# Alternsforschung

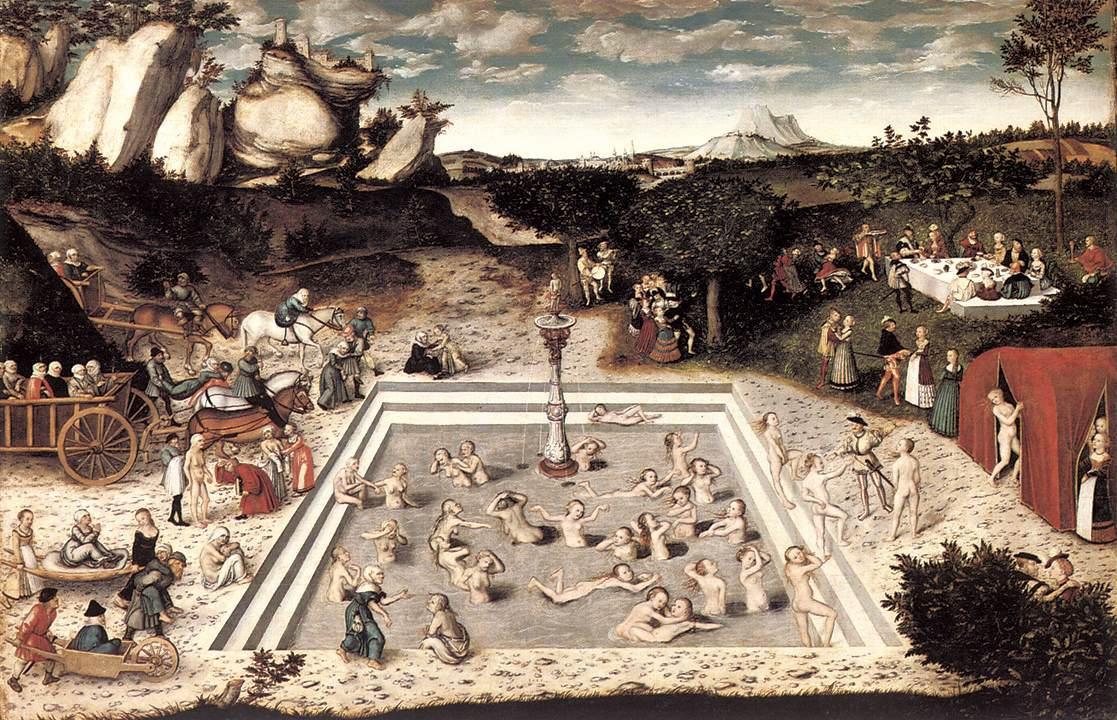
Die Vision der ewigen Jugend beschäftigt die Menschen seit Jahrhunderten. Hier das Gemälde eines Jungbrunnens von Lucas Cranach d. Ä. aus dem Jahr 1546 (im Alter von 74 Jahren gemalt).

Die Alternsforschung untersucht interdisziplinär mit wissenschaftlichen Methoden das Phänomen des Alterns. Verschiedene komplexe und teilweise noch unverstandene Mechanismen sind dafür verantwortlich, dass biologische Systeme wie Zellen, Gewebe und Organismen altern. Dieser Vorgang begrenzt die Lebensdauer von Lebewesen. Auf die Frage, warum Organismen altern, gibt es bis heute keine allgemeingültige und wissenschaftlich akzeptierte Antwort. Damit befassen sich die sogenannten Alternstheorien.
Die durchschnittliche Lebenserwartung in den Industriestaaten hat sich in den letzten 120 Jahren für Frauen wie für Männer verdoppelt. Die höhere Lebenserwartung zusammen mit einer niedrigen Geburtenrate in den OECD-Staaten führt zu gravierenden gesellschaftlichen Umbrüchen. Die Gesellschaft „altert“. Gleichzeitig treten im Alter vermehrt schwere Krankheiten auf, welche die Lebensqualität einschränken können.

## Definitionen und Abgrenzungen
Alternsforschung ist Forschungsgebiet vieler Disziplinen. Dabei wird „Altern“ als ein irreversibler, sich beschleunigender Funktionsverlust lebender Systeme verstanden. Außerdem geht „Altern“ einher mit einer verminderten Anpassungsfähigkeit gegenüber Umwelteinflüssen. Es stehen also nicht nur der Mensch, sondern auch andere Tier- und Pflanzenarten im Fokus der Forschung.
Bernhard Strehler stellte vier sogenannte Alternskriterien heraus: Altern ist demnach ein Prozess, dem alle lebenden Organismen unterliegen, der fortschreitet, der für den Organismus schädlich ist und der dem lebenden System selber eigen ist, also keinen Auslöser von außen benötigt. Diese Definition erlaubt auch die Abgrenzung von „Seneszenz“, einem Prozess, der eine graduelle und langsame Akkumulierung schädlicher Effekte beschreibt. Seneszenz ist demnach dem Wort „Altern“ nachgeordnet, kann aber zum Altern beitragen. Ein Beispiel für einen akkumulierenden Effekt sind die Telomere der Chromosomen. Die Telomere sitzen wie eine Schutzkappe an den Enden der Chromosomen und werden mit jeder Zellteilung verkürzt. Dies wird mit der Zellalterung in Verbindung gebracht.
Da Altern jedoch nicht nur von biologischen und medizinischen Faktoren abhängig ist, sondern z. B. auch von soziodemografischen und ökonomischen, beschäftigen sich mit der Alternsforschung auch die Psychologie, die Soziologie, die Ökonomie und die Pädagogik.
Die Gerontologie hingegen erforscht biologische, medizinische, psychologische und soziale Aspekte des Alterns. Sie ist dabei ausschließlich auf den Menschen fokussiert.

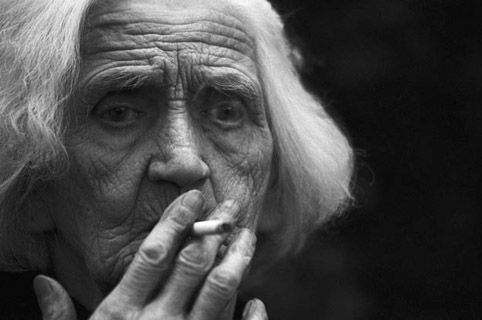
Tabakkonsumierende Seniorin

Die Geriatrie, auch Alters- oder Altenmedizin bzw. Altenheilkunde genannt, ist eine Spezialdisziplin der Medizin. Sie befasst sich mit den körperlichen, geistigen, funktionalen und sozialen Aspekten alter Patienten. Außerdem kümmert sie sich um Rehabilitation und Prävention alter Menschen und deren spezieller Situation am Lebensende. Die Mehrzahl der geriatrischen Patienten ist älter als 80 Jahre. Ihre Lebenssituation ist häufig durch viele Krankheiten gleichzeitig geprägt (Multimorbidität).
Abgegrenzt werden kann „Altern“ von der „Alterung“, einer Bezeichnung für Abnutzung und Strukturveränderungen von Materialien und unbelebten Systemen. Alterung geht dieser Definition zufolge einher mit einer gleichzeitigen Funktionsstörung.

## Ziele

Entwicklung der Lebenserwartung in Deutschland mit Prognose für das Jahr 2040: Immer mehr Menschen erreichen ein hohes Alter, während die maximale Lebensspanne mit etwa 120 Jahren gleich bleibt.

Die steigende Lebenserwartung in den Industriestaaten ist vor allem auf eine verbesserte Hygiene, eine bessere Ernährung und eine verminderte Kindersterblichkeit zurückzuführen. Die maximale Lebenserwartung ώ (maximum attainable age) der Spezies Mensch hingegen ist in den letzten 100 Jahren nahezu konstant geblieben. Sie liegt bei etwa 120 Jahren.
Primäres Ziel der Alternsforschung ist es daher nicht, die Grenze der Sterblichkeit in ein noch höheres Alter zu verschieben. Ziel ist es, möglichst lange ein gesundes und selbstbestimmtes Leben zu ermöglichen, die sogenannte Gesundheitsspanne zu verlängern. Die Kurve des normalen Alterns mit nur leichten Beeinträchtigungen bis ins hohe Alter soll sich also im Sinne der Alternsforschung der idealtypischen Alternskurve angleichen.

## Primäres und sekundäres Altern
Altern als physiologischer Vorgang ist eines der am wenigsten verstandenen Phänomene der Biologie. Jeder Organismus, jedes Gewebe und jede Zelle altert auch ohne äußere Einflüsse und relativ unabhängig von Umweltbedingungen. Diese universellen Prozesse nennt man auch primäres Altern. Sie werden vor allem durch die Erbinformation des Individuums bestimmt. Daneben unterscheidet man aber auch das sekundäre Altern, das durch äußere Einflüsse ausgelöst wird. Dies können z. B. Umwelteinflüsse sein, die sich direkt auf die physiologischen Abläufe auswirken. Aber auch soziale und psychologische Umwelteinflüsse spielen beim sekundären Altern eine Rolle.

## Beispiele für verschiedene Alternsverläufe
Die nebenstehende Abbildung zeigt beispielhaft für verschiedene Altersverläufe wie sich die Vitalität mit zunehmenden Lebensalter verändert und welche Beeinträchtigungen damit einhergehen. 

(1) Altern bei Progerie (vorzeitiger Vergreisung) (2) Beschleunigtes Altern durch Risikofaktoren wie Bluthochdruck, Tabakrauchen, Übergewicht u. ä. (2A) ohne therapeutische Maßnahmen (2B) mit therapeutischen Maßnahme nach zwei Akutereignissen wie Schlaganfall oder Herzinfarkt (3) typischer Alternsverlauf nach Demenz mit einer schnellen Funktionsbeeinträchtigung und einer langen Phase der Behinderung und Pflegeabhängigkeit (4) normaler Alternsverlauf bei gesunden Menschen mit nur geringen Beeinträchtigungen auch im hohen Alter (5) idealer Alternsverlauf

### Fachzeitschriften
- AGE. Verlag Springer, seit 2005 (Fortsetzung des Journal of the American Aging Association)
- Ageing International. Springer, seit 1974
- Ageing Research Reviews. Elsevier, seit 2002
- Cell. Elsevier, seit 1972
- Aging. Journal in Open Access, Beiträge unter CC-by-sa, seit 2009
- European Journal of Ageing. Springer, seit 2004
- European Review of Aging and Physical Activity. Springer, seit 2006
- Journal of Aging Studies. Elsevier, seit 1987
- Journal of Population Ageing. Springer, seit 2008
- Mechanisms of Ageing and Development. Elsevier, seit 1972

### Fachbücher
- Paul B. Baltes, Jürgen Mittelstrass, Ursula Staudinger (Hrsg.): Alter und Altern: Ein interdisziplinarer Studientext zur Gerontologie. Walter de Gruyter, 1994, ISBN 3-11-014408-5.
- Peter Gruss (Hrsg.): Die Zukunft des Alterns: die Antwort der Wissenschaft. C.H. Beck, 2007, ISBN 978-3-406-55746-0. (ein Bericht der Max-Planck-Gesellschaft)
- Jürgen Kocka, Ursula Staudinger (Hrsg.): Gewonnene Jahre - Empfehlungen der Akademiegruppe Altern in Deutschland. (Nova Acta Leopoldina, Band 109). 2009.
- Andreas Motel-Klingebiel, Susanne Wurm, Clemens Tesch-Römer (Hrsg.): Altern im Wandel. Befunde des Deutschen Alterssurvey (DEAS). Kohlhammer 2010, ISBN 978-3-17-021595-5.
- R. Schulz: The Encyclopedia of Aging. Band 1 + 2, Springer 2006, ISBN 0-8261-4843-3.
- N. S. Wolf (Hrsg.): Comparative Biology og Aging. Springer 2010, ISBN 978-90-481-3464-9.

### Populärwissenschaftliche Literatur
- K.-G. Collatz: Altern - unübersichtliche Terminologie. In: wissenschaft-online
- J. Heisig: Jung bleiben. In: Hörzu. 4. Januar 2013.
- Rafaela von Bredow: Alternsforschung: Die Abschaffung des Sterbens. In: Der Spiegel. Nr. 30, 2005.